# Noordoostpolder
Noordoostpolder (pol. Polder Północno-Wschodni) – gmina oraz polder w Holandii, w prowincji Flevoland. Powierzchnia 596,20 km² z czego 135,40 km² to woda. Liczba ludności 45 781, stan na 2008 rok. Siedzibą gminy jest położony w centralnej części polderu Emmeloord.

## Miejscowości gminy
Bant, Creil, Emmeloord, Ens, Espel, Kraggenburg, Luttelgeest, Marknesse, Nagele, Rutten, Tollebeek.

## Historia
Polder powstał we wschodniej części dawnej zatoki Morza Północnego – Zuiderzee. Jego osuszenie stało się możliwe po zbudowaniu tamy Afsluitdijk w 1932 roku. Osuszanie zakończono w 1936 roku i od tego czasu rząd Holandii rozpoczął przygotowywanie obszaru Polderu Północno-Wschodniego pod zasiedlenie przez nowych osadników. Na terenie polderu jeszcze przed osuszeniem znajdowały się dwie wyspy Urk oraz Schokland, które od 1936 roku stanowią jego integralną część. Miejscowość Urk wraz z obszarem dawnej wyspy stanowi odrębną gminę.